# Bonneville-et-Saint-Avit-de-Fumadières
Bonneville-et-Saint-Avit-de-Fumadières là một xã của Pháp, nằm ở tỉnh Dordogne trong vùng Aquitaine của Pháp. Xã này có diện tích 7,04 km2, dân số năm 2006 là 292 người. Xã nằm ở khu vực có độ cao trung bình 90 m trên mực nước biển.

## Thông tin nhân khẩu
| Năm    | 1962 | 1968 | 1975 | 1982 | 1990 | 1999 | 2006 |
| ------ | ---- | ---- | ---- | ---- | ---- | ---- | ---- |
| Dân số | 247  | 220  | 195  | 214  | 216  | 214  | 292  |